# ДеВулф, Норин
Норин ДеВулф (англ. Noureen DeWulf) — американская актриса. Она наиболее известна по своим ролям в фильмах История западного берега, Призраки бывших подружек и План Б.

## Биография
ДеВулф родилась в Нью-Йорке, в семье индийских родителей, приехавших из города Пуна. Своё детство провела в Стоун-Маунтин, штат Джорджия.

### Актерская карьера
ДеВулф начала свою актёрскую карьеру в фильме История западного берега, который получил премию Оскар в 2007 году. С тех пор она часто снимается в комедийных телесериалах и фильмах.
ДеВулф также снималась в кассовых фильмах, таких как Тринадцать друзей Оушена и План Б.

### Личная жизнь
С 3 сентября 2011 года Норин замужем за вратарём из хоккейной команды «Баффало Сейбрз» Райаном Миллером. У супругов есть сын — Боди Райан Миллер (род.20.03.2015).

## Фильмография
| Год  |    | Русское название                            | Оригинальное название                                                           | Роль                  |
| ---- | -- | ------------------------------------------- | ------------------------------------------------------------------------------- | --------------------- |
| 2005 | ф  | История западного берега                    | West Bank Story                                                                 | Фатима                |
| 2006 | ф  | Американская мечта                          | American Dreamz                                                                 | Shazzy Riza           |
| 2006 | ф  | Блондинка в шоколаде                        | Pledge This!                                                                    | Poo Poo               |
| 2007 | ф  | Удивительные приключения индианки в Америке | Americanizing Shelley                                                           | Литтли Дж. Сингх      |
| 2007 | ф  | Тринадцать друзей Оушена                    | Ocean's Thirteen                                                                | Нафф Саид             |
| 2007 | ф  | Мстители                                    | The Comebacks                                                                   | Jizminder Featherfoot |
| 2008 | ф  | Убийственная хата                           | Killer Pad                                                                      | Делайла               |
| 2008 | ф  | Пульс 2: После жизни                        | Pulse 2: Afterlife                                                              | Салва Аль Хаким       |
| 2008 | ф  | Пульс 3: Вторжение                          | Pulse 3: Invasion                                                               | Салва Аль Хаким       |
| 2009 | ф  | Призраки бывших подружек                    | Ghosts of Girlfriends Past                                                      | Мелани                |
| 2009 | ф  | Продавец                                    | The Goods: Live Hard, Sell Hard.                                                | Хезер                 |
| 2010 | ф  | Таквакоры                                   | The Taqwacores                                                                  | Рабея                 |
| 2010 | ф  | 41-летний девственник, который...           | The 41-Year-Old Virgin Who Knocked Up Sarah Marshall and Felt Superbad About It | Ким                   |
| 2010 | ф  | План Б                                      | The Back-up Plan                                                                | Дафни                 |
| 2011 | ф  | Игра в атаке                                | Breakaway                                                                       | Рина                  |
| 2012 | мф | Замбезия                                    | Zambezia                                                                        | Пави                  |
| 2014 | ф  | Они пришли вместе                           | They Came Together                                                              |                       |